# Lázaro Cárdenas, Chicomuselo
Lázaro Cárdenas är en ort i Mexiko.   Den ligger i kommunen Chicomuselo och delstaten Chiapas, i den sydöstra delen av landet, 800 km sydost om huvudstaden Mexico City. Lázaro Cárdenas ligger 586 meter över havet och antalet invånare är 1 321.
Terrängen runt Lázaro Cárdenas är varierad. Runt Lázaro Cárdenas är det ganska tätbefolkat, med 111 invånare per kvadratkilometer. Närmaste större samhälle är Frontera Comalapa, 13,5 km sydost om Lázaro Cárdenas. I omgivningarna runt Lázaro Cárdenas växer huvudsakligen savannskog.